# Saumur-champigny
Pour les articles homonymes, voir Saumur (homonymie) et Champigny.
Le saumur-champigny est un vin rouge d'appellation d'origine contrôlée produit sur une petite partie du Maine-et-Loire, entre Saumur et Montsoreau. Cette appellation fait partie du vignoble de la vallée de la Loire.

## Histoire

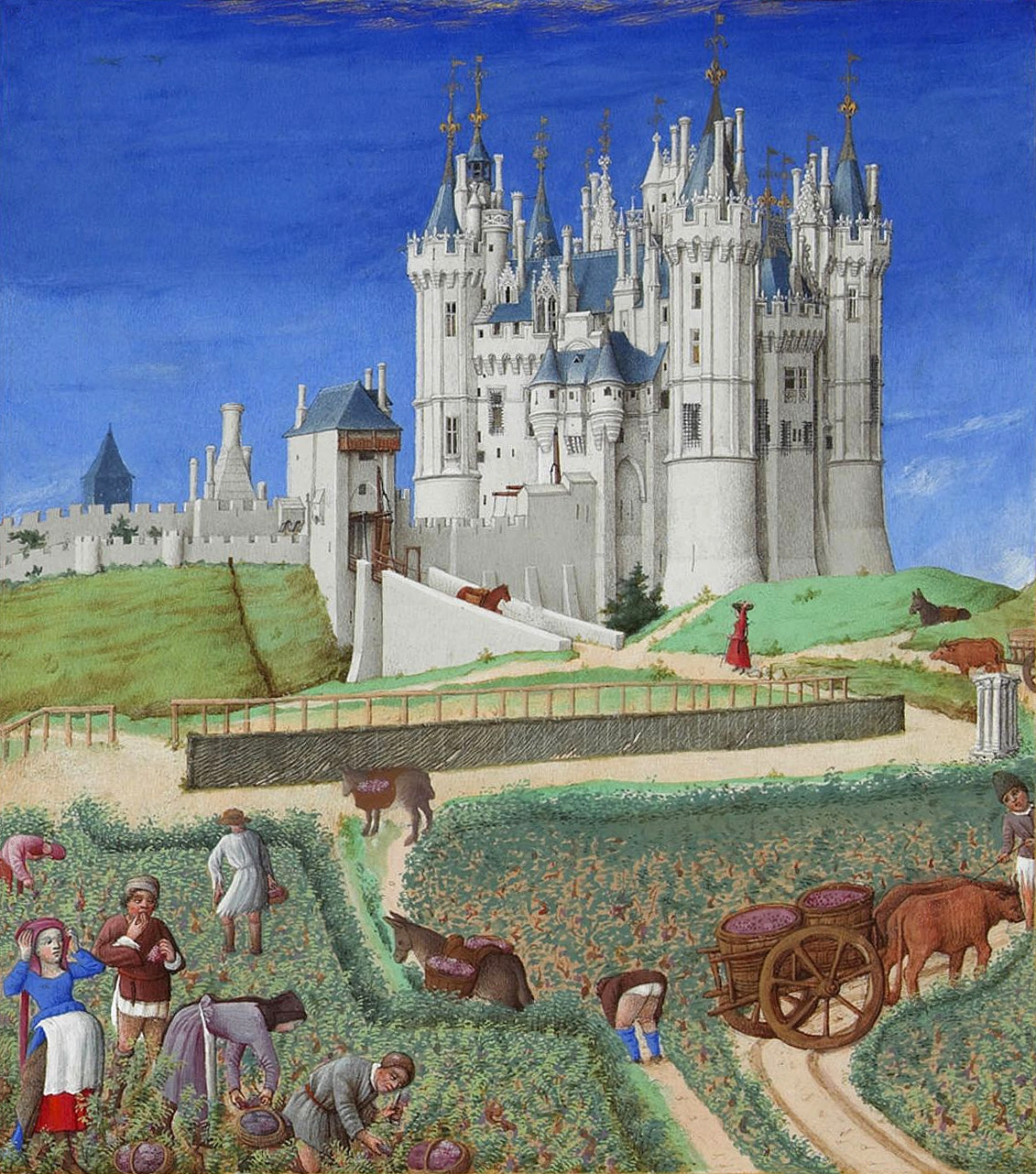
Scène de vendanges au pied du château de Saumur, c. 1440.
Septembre, détail, Les Très Riches Heures du duc de Berry

### Antiquité
C'est au IVe siècle que la vigne se propage sous l'impulsion de saint Martin et ses disciples. Plus sûrement, on a trouvé des outils de tonnelier dans un marais proche de Saint-Just-sur-Dive au pied de l'ancien village de Saumoussay. Différents noms de lieux sont inspirés d'origine latine au sein du vignoble, dont les Villaises (villa) à Saint-Cyr-en-Bourg. Les trouvailles archéologiques d'objets d'origine gallo-romaine sont nombreuses depuis le début du XIXe siècle (collection de monnaies, tuiles à rebord, bases de pressoir, four de tuilier, bains...).

### Moyen Âge
Au Xe siècle, grâce au développement des voies de communication, les vignobles de la Loire et donc de Saumur se développent. Lorsque Henri II, comte d'Anjou, accède au trône d'Angleterre en 1154, le vignoble angevin connaît un véritable essor. Du Moyen Âge au XVe siècle, le vignoble de Saumur est en pleine expansion de par l'action de la bourgeoisie. À partir du XIIe siècle, Saumur devient une importante place de négoce des vins. Localement, les deux grandes abbayes de Saint Florent de Saumur et de Fontevraud développent la pratique de la viticulture sur le plateau dominant Saumur. Les terres viticoles sont lentement arrachées à la forêt à partir du XVe siècle.

### Période moderne
Le vignoble de Saumur connaît un dynamisme commercial important. Les vins de Morains et de la Perrière sont particulièrement recherchés. Les pratiques viticoles s'améliorent notablement par la pratique du tri grâce à l'intérêt de la bourgeoisie et de la noblesse locales. Le cépage dominant est un cépage blanc, le chenin à 80 %, mais le cabernet appelé localement Breton, en rouge, est particulièrement demandé après 1740. Les villages du coteau Saumurois entre Montsoreau et Saumur sont peuplés essentiellement de vignerons et de tonneliers dont une bonne part vit en troglodytes.

### Période contemporaine
À partir de 1789, la Révolution française a des effets dévastateurs sur le vignoble angevin, à travers les guerres de Vendée. La crise du phylloxéra touche durement le vignoble à la fin du XIXe siècle. Création de l'appellation en 1957. Apparition de l'enjambeur dans les années 1960-1970 qui remplace le cheval. Les techniques en viticulture et œnologie ont bien évolué depuis cinquante ans (vendange en vert, table de triage, cuve en inox, pressoir électrique puis pneumatique, etc.). Le cahier des charges de l'appellation a été modifié en janvier 2024.

## Étymologie
« Saumur » vient du préceltique Sala, « le terrain marécageux » et de murus, « le fortin », selon les linguistes de l'école de Dauzat. Le mot apparaît en 958, date qui marque le début de l'histoire de Saumur. Une autre acception donne pour étymologie l'expression latin le Salvus murus, le « mur du salut ».
« Champigny » vient de Campaniacum, formé avec le suffixe d'origine gauloise -acum.

## Situation géographique

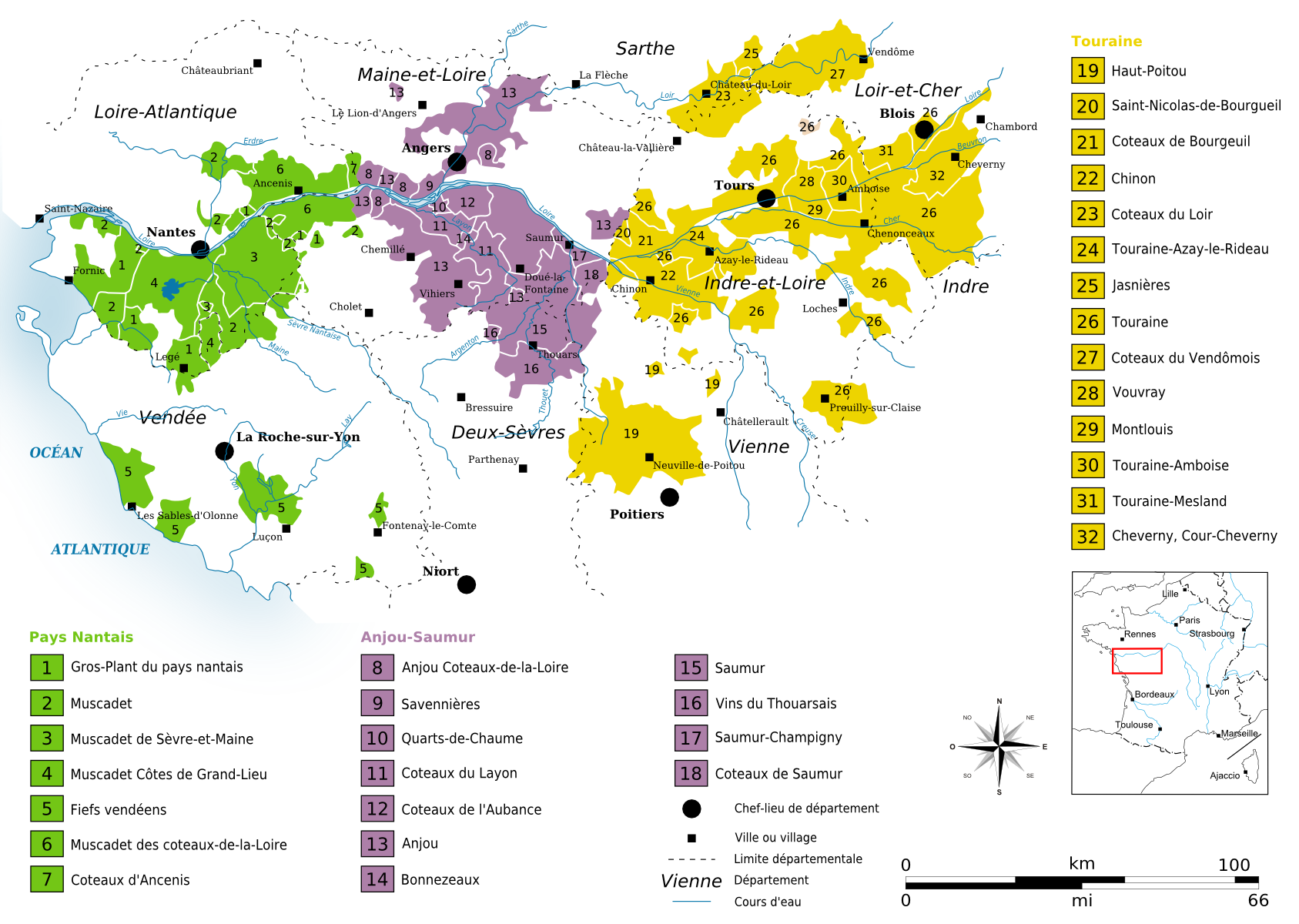
Les régions viticoles de Touraine, d'Anjou et de Basse Loire

Situé sur la rive gauche de la Loire dans le département de Maine-et-Loire, plus précisément sur les communes de Chacé, Montsoreau, Parnay, Saint-Cyr-en-Bourg, Saumur (exclusivement les territoires des anciennes communes de Saumur et de Dampierre-sur-Loire), Souzay-Champigny, Turquant et Varrains.

### Géologie et orographie
Les sols sont argilo-calcaires, avec des sables éoliens, sur fond de craie turonienne.

### Climatologie
Climat tempéré qui est d'influence océanique. Température et précipitations d'Angers et Tours car cette AOC est située entre ces deux villes :
Pour la ville d'Angers (alt. 64 m), les valeurs climatiques de 1947 à 2008 sont :
| Mois                                                  | Janv | Fév  | Mars | Avr  | Mai  | Juin | Juil | Août | Sept | Oct  | Nov  | Déc  | Année |
| ----------------------------------------------------- | ---- | ---- | ---- | ---- | ---- | ---- | ---- | ---- | ---- | ---- | ---- | ---- | ----- |
| Températures minimales moyennes (°C)                  | 2,1  | 2,2  | 3,9  | 5,6  | 8,9  | 11,8 | 13,6 | 13,4 | 11,3 | 8,4  | 4,6  | 2,8  | 7,4   |
| Températures moyennes (°C)                            | 5    | 5,7  | 8,2  | 10.4 | 13,9 | 16,2 | 19,2 | 19,1 | 16,5 | 12,7 | 8    | 5,6  | 11,8  |
| Températures maximales moyennes (°C)                  | 7,9  | 9,2  | 12,6 | 15,3 | 19   | 22,6 | 24,9 | 24,7 | 21,8 | 17   | 11,4 | 8,4  | 16,2  |
| Moyennes mensuelles de précipitations (mm)            | 62,1 | 50,8 | 51,7 | 44,6 | 54,4 | 41,2 | 43,8 | 44,9 | 52,2 | 59,6 | 64,5 | 63,4 | 633,4 |
| Durée mensuelle d'ensoleillement (heures/mois)        | 70   | 92   | 141  | 179  | 201  | 234  | 248  | 237  | 191  | 129  | 89   | 65   | 1877  |
| Source : Climatologie de 1947 à 2008 - Angers, France |      |      |      |      |      |      |      |      |      |      |      |      |       |

Pour la ville de Tours (alt. 108 m), les valeurs climatiques de 1965 à 1990 sont :
| Mois                                                                              | Janv | Fév  | Mars | Avr  | Mai  | Juin | Juil | Août | Sept | Oct  | Nov  | Déc  | Année |
| --------------------------------------------------------------------------------- | ---- | ---- | ---- | ---- | ---- | ---- | ---- | ---- | ---- | ---- | ---- | ---- | ----- |
| Températures minimales moyennes °C                                                | 1,6  | 2    | 3,3  | 5    | 8,4  | 11,4 | 13,1 | 12,9 | 10,8 | 7,9  | 3,8  | 2,3  | 6,9   |
| Températures moyennes °C                                                          | 4,2  | 5,1  | 7,3  | 9,6  | 13,2 | 16,5 | 18,9 | 18,6 | 16,1 | 12,3 | 7,1  | 4,8  | 11,2  |
| Températures maximales moyennes °C                                                | 6,9  | 8,2  | 11,3 | 14,3 | 18,1 | 21,7 | 24,6 | 24,3 | 21,4 | 16,7 | 10,5 | 7,4  | 15,4  |
| Moyennes mensuelles de précipitations (mm)                                        | 63,3 | 61,6 | 54,3 | 51,4 | 67,5 | 47,5 | 53   | 40,9 | 54,3 | 61   | 63   | 65,9 | 683,7 |
| Source : Archives climatologiques mensuelles - Tours Saint-Symphorien (????-1990) |      |      |      |      |      |      |      |      |      |      |      |      |       |

## Vignoble

### Présentation
Ce vignoble couvre 1 580 hectares. Le volume de production est de 83 000 hectolitres. Ce vignoble a été classé AOC par le décret du 22 novembre 1999 (abroge le décret du 31 décembre 1957, le premier décret relatif à l'appellation étant celui du 14 novembre 1936). La densité de plantation doit être au minimum de 4 000 pieds par hectare.

### Encépagement
Les vins de saumur-champigny sont vinifiés à partir de cabernet franc N (obligatoire), de cabernet-sauvignon N et de pineau d'Aunis N, ces deux derniers servant aux assemblages.

### Méthodes culturales

#### Travail manuel
Ce travail commence par la taille. Le tirage des sarments suit la taille. Les sarments sont enlevés et peuvent être brûlés ou mis au milieu du rang pour être broyés. On passe ensuite aux réparations. Éventuellement des plantations de greffes. L'ébourgeonnage peut débuter dès que la vigne a commencé à pousser. Cette méthode permet, en partie, de réguler les rendements. Le relevage est pratiqué lorsque la vigne commence à avoir bien poussé. En général, deux à trois relevages sont pratiqués. Pour finir avec le travail manuel à la vigne, se réalise l'étape importante des vendanges.

#### Travail mécanique
L'enjambeur est d'une aide précieuse. Les différents travaux se composent du broyage des sarments ; de trou fait à la tarière, là où les pieds de vignes sont manquants ; de labourage ou griffage, réalisé dans le but d'aérer les sols et de supprimer des mauvaises herbes. De désherbage. De plusieurs traitements des vignes, réalisés dans le but de les protéger contre certaines maladies cryptogamiques (mildiou, oïdium, pourriture grise, etc.). De plusieurs rognages consistant à reciper ou couper les branches de vignes (rameaux) qui dépassent du système de palissage. Des vendanges mécaniques se réalisant avec une machine à vendanger ou une tête de récolte montée sur un enjambeur.

#### Écologie
Saumur-champigny est la première AOC à s'être lancée dans un vaste programme de développement de la biodiversité sur l'ensemble du vignoble.
Par le biais de l’implantation de ZER, les viticulteurs se sont engagés dans un processus visant à rétablir un équilibre biologique entre les ravageurs de la vigne et leurs ennemis naturels. Cela implique de stimuler la biodiversité, c'est-à-dire d’élever la diversité et l’abondance des organismes vivants dans le paysage du vignoble de saumur-champigny.
Planter des haies permet d’augmenter la biodiversité végétale, support de biodiversité animale. Mais les haies ont aussi un rôle dans la protection des sols, la régulation des écoulements d’eau, l’intégration paysagère.
Les vignerons de l'appellation ont aussi mis en place un réseau très complet de stations météo (10) pour étudier la météorologie des secteurs, et réduire ainsi considérablement les traitements sur la vigne.
L'AOC saumur-champigny est devenue la référence française dans le développement d'une viticulture durable en impliquant l'ensemble des vignerons d'une même appellation.

### Rendements
Les rendements sont de l'ordre de 57 hectolitres par hectare pour le rendement de base et de 69 hectolitres par hectare pour le rendement butoir.

## Vins

### Titres alcoométriques volumique minimal et maximal
Les vins de cette appellation ont un titre alcoométrique volumique de 10,5 % volume pour le minimal et 13 % pour le maximal.

### Vinification et élevage
Voici les méthodes générales de vinification pour cette appellation. Il existe cependant des petites différences de méthode entre les différents viticulteurs, négociants et caves coopératives.

#### Vinification en rouge
La récolte des raisins se fait à maturité et de façon manuelle ou mécanique. La vendange manuelle est parfois triée, soit à la vigne soit à la cave avec une table de tri, ce qui permet d'enlever les grappes pourries ou insuffisamment mûres. La vendange manuelle est généralement éraflée puis mise en cuve. Une macération pré-fermentaire à froid est quelquefois pratiquée. La fermentation alcoolique peut démarrer, le plus souvent après un levurage. Commence alors le travail d'extraction des polyphénols (tanins, anthocyanes) et autres éléments du raisin. L'extraction se faisait par pigeage, opération qui consiste à enfoncer le chapeau de marc dans le jus en fermentation. Plus couramment, l'extraction est conduite aussi par des remontages, opération qui consiste à pomper le jus depuis le bas de la cuve pour arroser le chapeau de marc et ainsi lessiver les composants qualitatifs du raisin. Les températures de fermentation alcoolique peuvent être plus ou moins élevées, avec une moyenne générale de 28 à 35 degrés au maximum de la fermentation. La chaptalisation est réalisée si le degré naturel est insuffisant : cette pratique est réglementée. À l'issue de la fermentation alcoolique suit l'opération de décuvage qui donne le vin de goutte et le vin de presse. La fermentation malolactique se déroule après mais est dépendante de la température. Le vin est soutiré et mis en fût ou cuve pour son élevage. L'élevage se poursuit pendant plusieurs mois (6 à 24 mois) puis le vin est collé, filtré et mis en bouteilles.

### Terroir et vins
Les sols argilo-calcaires, avec des sables éoliens, sur fond de craie turonienne donnent une robe de couleur rouge grenat, des arômes épicés, de fruits rouges, empyreumatiques et floraux (iris, violette). La bouche est riche et corpulente avec des tanins fins et veloutés et une fin de bouche fraîche et équilibrée.

### Gastronomie, garde et température de service
Les vins de cette appellation s'accordent bien avec des gibiers, des viandes rouges qui peuvent être en sauce, grillées ou rôties, des volailles en sauce... Leur durée de garde va de 5 à 20 ans et ils se servent entre 16 et 18 degrés.

### Structure des exploitations
Il existe des domaines de tailles différentes. Ces domaines mettent tout ou une partie de leurs propres vins en bouteilles et s'occupent aussi de le vendre. Les autres, ainsi que ceux qui ne vendent pas tous leurs vins en bouteilles, les vendent aux maisons de négoce.
Les caves coopératives et leurs apporteurs sont des vignerons. Ces derniers peuvent leur amener leurs récoltes, ou bien la cave coopérative vendange elle-même (machine à vendanger en général).
Les maisons de négoce achètent leurs vins, en général, en vin fait (vin fini) mais parfois en raisin ou en moût. Elles achètent aux domaines et passent par un courtier en vin qui sert d'intermédiaire moyennant une commission de l'ordre de 2 % à la charge de l'acheteur.

### Listes des producteurs
Il y a 312 producteurs avec 302 viticulteurs dont 187 d'entre eux qui vinifient leurs vins. Sur ces vinificateurs, 177 sont des domaines, 4 des caves coopératives et 6 des maisons de négociants.